# Royal Yacht Squadron

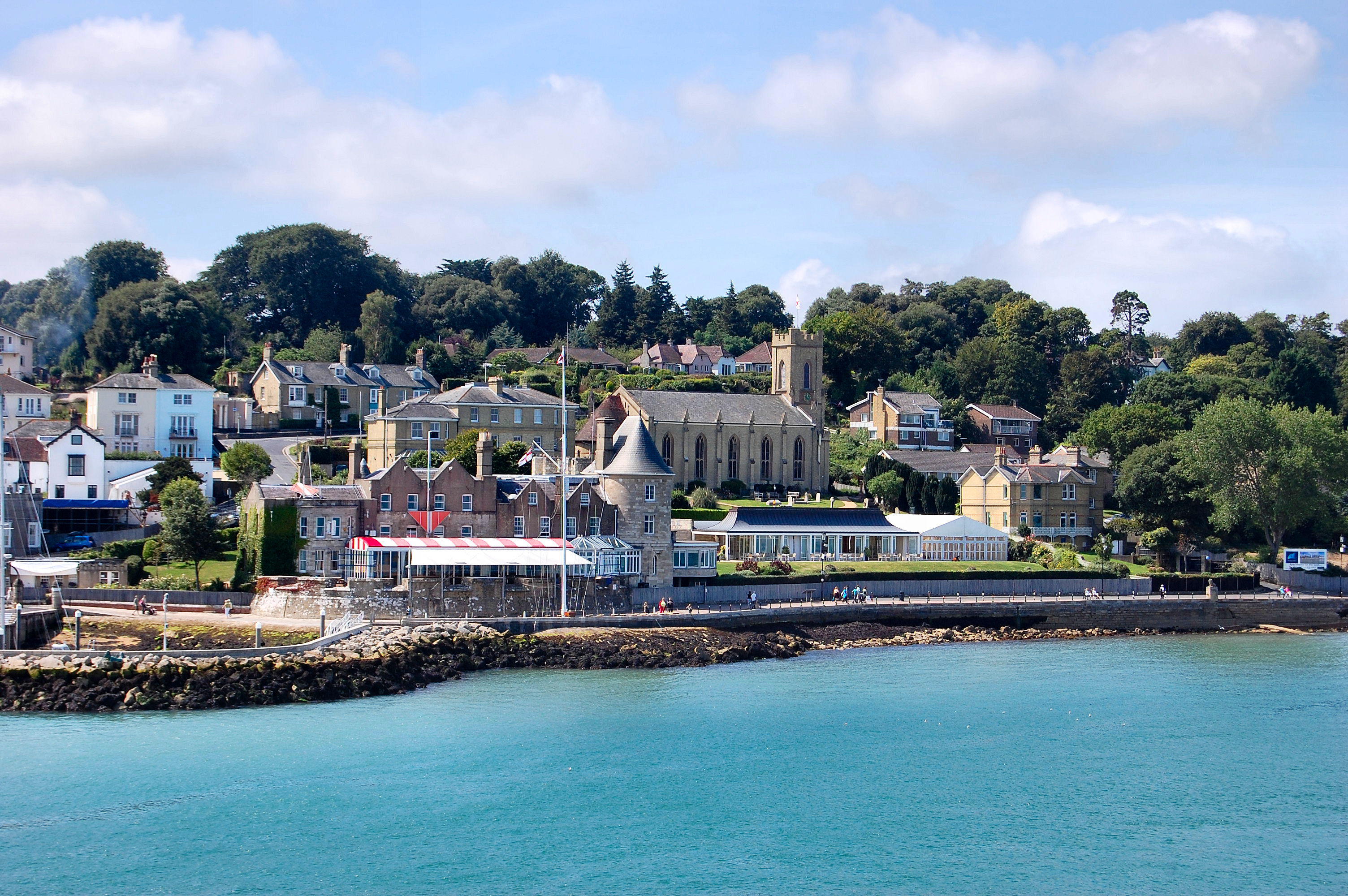
Clubhaus des Royal Yacht Squadron, Cowes, Isle of Wight

Der Club Royal Yacht Squadron (RYS) (deutsch Königliches Yacht Geschwader) gilt als der altehrwürdigste Yachtclub Großbritanniens. Das Clubhaus befindet sich im Cowes Castle auf der Isle of Wight. Die Yachten der Mitglieder führen den Zusatz RYS in ihren Namen und haben seit einer Verfügung der britischen Admiralität aus dem Jahr 1829 das Privileg, als einzige Zivilfahrzeuge statt der Nationalflagge (Red Ensign) die Seekriegsflagge White Ensign der Royal Navy setzen zu dürfen. Der Stander wird in der Regel im Großmasttop gesetzt und die Flagge am Heck der Yacht.

## Geschichte

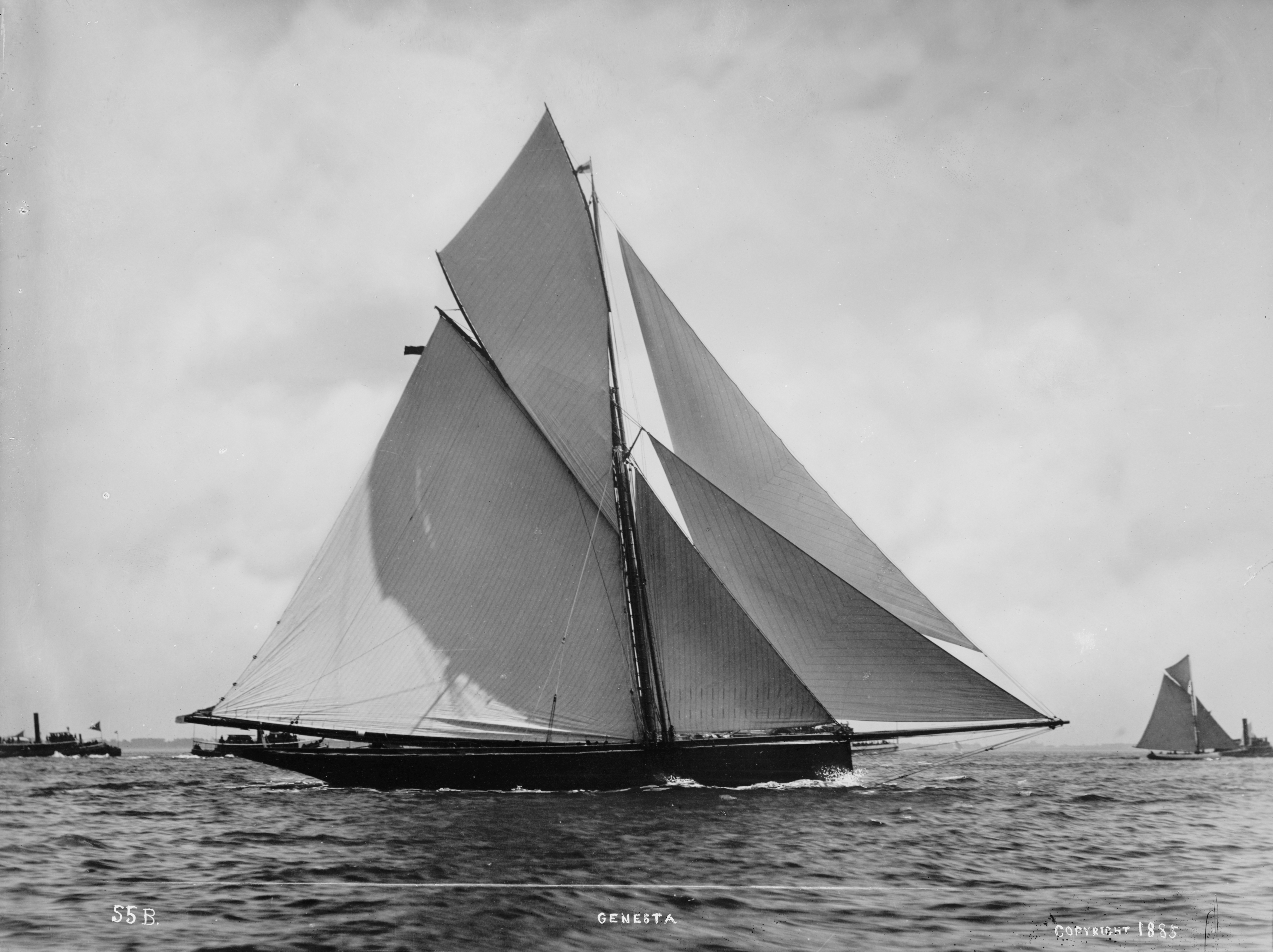
Mit der Genesta trat der RYS 1885 zum America’s Cup an

Am 1. Juni 1815 wurde der Club als The Yacht Club in der Kneipe Thatched House Tavern in St James’s, London gegründet, um der eleganten Oberschicht des Vereinigten Königreichs eine stilvolle Möglichkeit zum Sportsegeln zu bieten. 1817 wurde der spätere König Georg IV. als Mitglied aufgenommen und vom ersten „Commodore“ des Clubs willkommen geheißen. Daraufhin erfolgte die Umbenennung des Yachtclubs in Royal Yacht Club. Die Cowes Week entstand und wurde vom Royal Yacht Club maßgeblich mitorganisiert. 1833 erhielt der Verein den heutigen Namen The Royal Yacht Squadron (RYS).
Zu den frühen Mitgliedern gehörte Thomas Masterman Hardy (Nelson’s Hardy) und weitere Marineoffiziere, was die enge Beziehung zwischen Royal Yacht Squadron und der Royal Navy begründete.
1851 veranstaltete die Royal Yacht Squadron eine offene Wettfahrt auf der Regattabahn The Queens Course rund um die Isle of Wight herum. Start und Ziel war auf dem Solent. Für den Sieg war der von Lord Anglesey gestifteten Pokal One Hundred Sovereigns Cup ausgelobt, da der Pokal beim Londoner Juwelier R. & G. Garrard 100 Sovereigns gekostet hatte. Die New Yorker Schoner-Yacht America war auf Einladung des Kommodore Thomas Egerton, 2. Earl of Wilton (Lord Wilton) nach Großbritannien gekommen, gewann die Wettfahrt überlegen und wurde zur Namensgeberin des America’s Cup, der zum ersten Mal 1870 vor New York ausgetragen wurde.
Die RYS Gazelle evakuierte nach dem Deutsch-Französischen Krieg die Kaiserin Eugénie. Yachten der Royal Yacht Squadron versorgten für die Royal Navy Soldaten im Krimkrieg.
Mit der Meteor nahm der deutsche Kaiser Wilhelm II. zum ersten Mal 1892 mit einer eigenen Segelyacht an der internationalen und prestigeträchtigen Regattawoche von Cowes, der Cowes Week, teil. Sein Erscheinen in Cowes und im Clubhaus des Royal Yacht Squadron veranlasste seinen Onkel, den Prince of Wales und späteren Königs des Vereinigten Königreichs von Großbritannien und Irland Eduard VII., auch eine Regattayacht Britannia auf derselben schottischen Bauwerft der ehemaligen Thistle in Auftrag zu geben.
Im Jahr 2000 wurde ein von Sir Thomas Croft entworfener Pavillon eröffnet, der den Vereinsmitgliedern offensteht und darüber hinaus 2001 die Feierlichkeiten zum 150. Jubiläum des America’s Cup beherbergte.

## RYS Flag Officers

### Admiral
König William IV. wurde der erste Admiral des Royal Yacht Squadron. Er war es, der den noblen Segelclub mit dem Namen im Jahr 1833 auszeichnete. Er setzte sich auch selbst an seine Spitze. Nach dem Tode von Queen Victoria wurde die Idee des Admirals der Royal Yacht Squadron wiederbelebt, da der amtierende Kommodore des Clubs HRH The Prince of Wales nun selbst König Eduard VII. wurde. Die Regelung, dass der amtierende britische Monarch Admiral oder Patron des Royal Yacht Squadron wurde, hält bis in die heutige Zeit an. König Charles III. ist daher Patron des Royal Yacht Squadron.

### Kommodore (Commodore)
Die Kommodore dienten dem Club regelmäßig nach ihrer Ernennung bis zu ihrem Tode. Die zu diesem Zeitpunkt aktiven Vizekommodore versuchten, die Position des Kommodore zu übernehmen, sobald dieser aufhörte. Diese Tradition wurde geändert als Sir Ralph Gore im Jahre 1961 verstarb. Zu diesem Zeitpunkt sollte HRH The Prince Philip, Duke of Edinburgh, das Amt des Kommodore übernehmen. Man beschränkte fortan die Dienstzeit als Kommodore auf eine feste Amtszeit von sechs Jahren. Danach wurde die Amtszeit für einen Kommodore und einen Vizekommodore zuerst auf fünf und dann auf vier Jahre verkürzt.
- 1825–1846 The Earl of Yarborough
- 1847–1848 The Marquess of Donegall
- 1849–1881 The Earl of Wilton
- 1882–1900 HRH The Prince of Wales
- 1901–1919 The Marquess of Ormonde
- 1920–1926 The Duke of Leeds
- 1927–1942 Sir Richard Williams-Bulkeley
- 1942–1943 The Marquess Camden
- 1943–1947 Sir Philip Hunloke
- 1947–1961 Sir Ralph Gore
- 1962–1968 HRH The Prince Philip Duke of Edinburgh
- 1968–1974 The Viscount Runciman of Doxford
- 1974–1980 The Earl Cathcart
- 1980–1986 Sir John Nicholson
- 1986–1991 John Roome
- 1991–1996 Maldwin A. C. Drummond
- 1996–2001 Peter C. Nicholson
- 2001–2005 The Lord Amherst of Hackney
- 2005–2009 The Lord Iliffe
- 2009–2013 M.D.C.C. Campbell
- 2013–2017 Christopher Sharples
- seit 2017 Timothy James Ralph Sheldon

### Vizekommodore (Vice Commodore)
- 1827–1847 The Earl of Belfast/The Marquess of Donegall
- 1848–1850 Sir Bellingham Graham
- 1851–1861 C. R. M. Talbot
- 1862–1875 The Marquess Conyngham
- 1876–1884 The Marquess of Londonderry
- 1885–1900 The Marquess of Ormonde
- 1901–1919 The Duke of Leeds
- 1920–1926 Sir Richard Williams-Bulkeley
- 1927–1943 The Marquess Camden
- 1945–1947 Sir Ralph Gore
- 1948–1954 William Berry, 1. Viscount Camrose
- 1954–1965 The Marquess Camden
- 1965–1971 Sir Kenneth Preston
- 1971–1977 The Earl of Malmesbury
- 1977–1983 Sir Robert Pigot
- 1983–1988 Sir Charles Tidbury
- 1988–1993 A. J. Sheldon
- 1993–1998 The Lord Amherst of Hackney
- 1998–2003 Michael D. C. Campbell
- 2003–2007 Sir Nigel Southward
- 2007–2011 Ian Laing
- 2011–2015 C. R. Dick
- seit 2015 Colin Campbell

### Konterkommodore (Rear Commodore)
- 1962–1964 The Earl Cathcart
- 1962–1966 The Viscount Runciman of Doxford
- 1964–1968 A. W. Acland
- 1966–1970 John D. Russell
- 1968–1972 Stewart H. Morris
- 1970–1974 Roger Leigh-Wood
- 1972–1976 P. R. Colville
- 1974–1978 Sir Richard Anstruther-Gough-Calthorpe
- 1976–1980 J. M. F. Crean
- 1978–1982 Sir Eric Drake
- 1980–1984 J. W. Roome
- 1982–1986 Sir Maurice Laing
- 1984–1988 G. H. Mann
- 1986–1990 J. R. D. Green
- 1988–1992 D. A. Acland
- 1990–1994 P. C. Nicholson
- 1992–1996 A. K. S. Franks
- 1994–1998 A. H. Matusch
- 1996–2000 D. F. Biddle
- 1998–2002 J. H. P. Cuddigan
- 2000–2004 R. W. C. Colvill
- 2002–2006 John Grandy
- 2004–2008 John Godfrey
- 2006–2010 S. A. V. van der Byl
- 2008–2012 John Raymond
- 2010–2014 David Aisher
- 2012–2016 Patrick Seely
- 2014–2018 J. P. L. Perry
- seit 2016 C. Russell
- seit 2018 Robert M. Bicket